# Weyburn (ancienne circonscription fédérale)
Pour la ville, voir Weyburn.
Weyburn fut une circonscription électorale fédérale de la Saskatchewan, représentée de 1917 à 1949.
La circonscription de Weyburn a été créée en 1914 avec des parties d'Assiniboia, Qu'Appelle et de Regina. Abolie en 1947, elle fut redistribuée parmi Moose Mountain et Qu'Appelle.

## Députés
1. 1917-1921 — Richard Frederick Thompson, CON
2. 1921-1925 — John Morrison, PPC
3. 1925-1935 — Edward James Young, PLC
4. 1935-1945 — Thomas Clement Douglas, CCF
5. 1945-1949 — Eric Bowness McKay, CCF

- CON = Parti conservateur du Canada (ancien)
- CCF = Co-Operative Commonwealth Federation
- PLC = Parti libéral du Canada
- PPC = Parti progressiste du Canada